# Borne (Németország)
Borne település Németországban, azon belül Szász-Anhalt tartományban. Lakosainak száma 1136 fő (2023. december 31.).

## Népesség
A település népességének változása:
| Lakosok száma | 1243 | 1234 | 1222 | 1162 | 1146 | 1136 |
|               | 2014 | 2017 | 2019 | 2021 | 2022 | 2023 |